# Ján Zlocha
Ján Zlocha (Pozsony, 1942. március 24. – 2013. július 1.) csehszlovák válogatott szlovák labdarúgó, hátvéd. Testvére Ľudovít Zlocha szintén válogatott labdarúgó.

## Pályafutása

### Klubcsapatban
1964 és 1966 között a Spartak Trnava labdarúgója volt. 1967-ben egy rövid ideig a Dukla Praha színeiben játszott, majd visszatért a nagyszombati csapathoz, ahol egy bajnoki címet szerzett az együttessel. 1968 és 1974 között a  Slovan Bratislava játékosa volt és két bajnoki címet és egy kupa győzelmet szerzett a pozsonyi csapattal.

### A válogatottban
1969 és 1970 között négy alkalommal szerepelt a csehszlovák válogatottban. Részt vett az 1970-es mexikói világbajnokságon.

## Sikerei, díjai
- Csehszlovák bajnokság
  - bajnok: 1967–68, 1969–70, 1973–74
- Csehszlovák kupa
  - győztes: 1969